# Rafael Erich
Rafael Waldemar Erich (10 de junio de 1879-19 de febrero de 1946) fue un político y profesor finlandés. Pertenecía al partido de Coalición Nacional. Erich fue primer ministro de Finlandia de 1920 a 1921. De 1910 a 1928 trabajó cómo catedrático en la universidad de Helsinki. Fue diputado general entre 1919 y 1924.
| Predecesor: Juho Vennola | Primer ministro de Finlandia 1920 - 1921 | Sucesor: Juho Vennola |

- Datos: Q959002
- Multimedia: Rafael Erich / Q959002